# Lunar Strain
Lunar Strain — дебютний студійний альбом шведського мелодік дез-метал гурту In Flames.

## Список пісень
1. «Behind Space» — 4:55
2. «Lunar Strain» — 4:05
3. «Starforsaken» — 3:10
4. «Dreamscape» — 3:45
5. «Everlost (Part I)» — 4:17
6. «Everlost (Part II) [F. Jennica Johansson]» — 2:57
7. «Hårgalåten» — 2:26
8. «In Flames» — 5:33
9. «Upon an Oaken Throne» — 2:50
10. «Clad in Shadows» — 2:54

### 2005 Rerelease/Remastered
1. «In Flames (1993 Promo Version)» — 5:49
2. «Upon an Oaken Throne (1993 Promo Version)» — 3:05
3. «Acoustic Piece (1993 Promo Version)» — 0:38
4. «Clad in Shadows (1993 Promo Version)» — 2:47

## Список учасників

### Члени гурту
- Мікаель Станне — вокал
- Гленн Юнгстрем — соло-гітара
- Карл Наслунд — ритм-гітара
- Йоган Ларссон — бас-гітара
- Джеспер Стрьомблад — ударні, клавішні

### Запрошувані музиканти
- Ylva Wåhlstedt — скрипка, альт
- Оскар Дроньяк — поява в вокалі

### Випуск
- Вся музика написана Джеспером Стрьомбладом і Гленном Люнгстрьомом (за винятком «Hårgalåten» — народна пісня).
- Всі слова написані Мікаелем Станне.
- Продюсований In Flames.
- Інженерія — H. Bjurkvist, Фредрік Нурдстрем і J. Karlsson.
- Mixed by In Flames and Fredrik Nordström.
- Premastered by StageTech.
- Обкладинка і фото — Kenneth Johansson.
- Фото Землі — NASA.
- Додаткові фото — Henrik Lindahl.
- Sculpture by M. Olofgörs, installed at Näsholmen, Gotland, 1993.
- Layout by Local Hero Music.
- Distribution in Scandinavia by House of Kicks